# Protaetia luridoguttata
Protaetia luridoguttata är en skalbaggsart som beskrevs av Moser 1918. Protaetia luridoguttata ingår i släktet Protaetia och familjen Cetoniidae. Inga underarter finns listade i Catalogue of Life.